# La venganza del Charro Negro
La venganza del Charro Negro es una película de drama mexicana estrenada en 1942 dirigida por Raúl de Anda. Esta protagonizada por Raúl de Anda, Tito Junco y Carlos López Moctezuma.

## Trama
Un charro vestido de negro investiga quién asesinó a su madrastra, encuentra al malhechor y lo enfrenta.

## Reparto
- Raúl de Anda como Roberto Fernández
- Carlos López Moctezuma como Carlos
- Tito Junco como Rodolfo
- Agustín Isunza como Emeterio
- Armando Soto La Marina como El chicote
- Irma Rosado como Hija de Antonio
- Amanda del Llano como Rosa
- Salvador Quiroz como Don Antonio González
- Consuelo Quiroz como Chelito
- Joaquín Busquets como Aristeo Núñez
- Enrique Gil
- Julio Ahuet como Esbirro (no acreditado)
- Jorge Arriaga como Hombre en cantina (no acreditado)
- Roberto Cañedo como Invitado a fiesta (no acreditado)
- Manuel Dondé como Hombre en cantina (no acreditado)
- Alfonso Jiménez como Esbirro (uncredited)
- Leonor de Martorel como Doña Marta (no acreditada)
- Álvaro Matute como Invitado a fiesta (no acreditado)
- José Ignacio Rocha como Invitado a fiesta (no acreditado)